# Монте Верита
Монте Верита (итал. Monte Verità — гора истины) — холм (350 м) в Асконе, кантон Тичино, Швейцария. Известен благодаря культурным и политическим событиям, происходивших там при участии анархистов, утопистов, художников, артистов в начале XX века, в период и под влиянием Лебенсреформ.

## История
В 1900 году 25-летний Генри Оеденковен, сын голландского магната из Антверпена, вместе с Идой Хофман выкупили гору, чтобы основать на ней «Кооперативную вегетарианскую колонию Монте Верита». Колония сперва базировалась на принципах примитивного социализма, а впоследствии отстаивала индивидуалистическое вегетарианство. Там же располагался санаторий Монте Верита.
Колонисты «чуждались частной собственности, блюли строгий моральный кодекс, строгое вегетарианство и нудизм. Они отвергали условности брака и одежды, политических партий и догм: они были терпимо нетерпимыми».
Врач-анархист Рафаэль Фридеберг по совету Эриха Мюзама переехал в Монте Верита в 1904 году, увлекая за собой многих анархистов. Среди других именитых гостей были замечены: Герман Гессе, Карл Юнг, Эрих-Мария Ремарк, Айседора Дункан, Пауль Клее, Карл Ойген Кель, Алексей Явленский, Марианна Верёвкина и многие другие. Из русских политиков в Асконе были Ленин, Троцкий, Кропоткин.
15-25 августа 1917 года в Монте Верита состоялся созванный Т. Ройссом конгресс Ордена восточных тамплиеров.

## Современность
В Асконе работает музей, посвящённый Монте Верита, который недавно прошёл реставрацию